# دوولي ووماك
دوولي ووماك (بالإنجليزية: Dooley Womack)‏ هو لاعب كرة قاعدة أمريكي، ولد في 25 أغسطس 1939 في كولومبيا في الولايات المتحدة.

## وصلات خارجية
- دوولي ووماك على موقعبيزبول رفرنس.كوم (الدوري الرئيسي) (الإنجليزية)
- دوولي ووماك على موقعبيزبول رفرنس.كوم (الدوري الثانوي) (الإنجليزية)
- دوولي ووماك على موقع مشجعي الرسوم البيانية (الإنجليزية)